# Sicista caudata
Sicista caudata és una espècie de mamífer rosegador miomorf de la família dels dipòdids. És classificat com a espècie amb dades insuficients per la Unió Internacional per a la Conservació de la Natura (UICN).

## Distribució
Es troba a la regió del Nord-est d'Àsia. N'hi ha indicis a la regió Ussuri de la Manxúria, a Sakhalín i el krai de Primórie a Rússia, i al nord de Corea del Nord.